# Adrien Petit
Adrien Petit (Arrás, Paso de Calais, 26 de septiembre de 1990) es un ciclista profesional francés, miembro del equipo Intermarché-Wanty.

## Trayectoria
Debutó como profesional en 2011 en el Cofidis, aunque ya en 2010 había participado en algunas carreras con la formación francesa.
En septiembre de 2011 terminó 2.º en el Campeonato del Mundo en Ruta sub-23, por detrás de su compatriota Arnaud Démare.

## Palmarés
2011
- 2.º en el Campeonato Mundial en Ruta sub-23

2012
- 3.º en el Campeonato de Francia en Ruta

2013
- 1 etapa de la Tropicale Amissa Bongo

2014
- Tro Bro Leon

2015
- 1 etapa del Tour de Luxemburgo

2016
- Tropicale Amissa Bongo, más 3 etapas

2017
- 1 etapa de los Cuatro Días de Dunkerque
- Gran Premio del Somme

2018
- París-Troyes[1]

## Resultados en Grandes Vueltas y Campeonatos del Mundo
| Carrera         | Carrera         | 2011 | 2012 | 2013  | 2014  | 2015 | 2016  | 2017  | 2018 | 2019 | 2020 | 2021 | 2022  | 2023  | 2024 |
| --------------- | --------------- | ---- | ---- | ----- | ----- | ---- | ----- | ----- | ---- | ---- | ---- | ---- | ----- | ----- | ---- |
|                 | Giro de Italia  | —    | —    | —     | —     | —    | —     | —     | —    | —    | —    | —    | —     | ―     | Ab.  |
|                 | Tour de Francia | —    | —    | —     | 156.º | —    | 164.º | 126.º | —    | —    | —    | ―    | 110.º | 143.º | ―    |
|                 | Vuelta a España | —    | —    | 130.º | —     | —    | —     | —     | —    | —    | —    | —    | —     | ―     | ―    |
| Mundial en Ruta | Mundial en Ruta | —    | —    | —     | —     | —    | Ab.   | —     | —    | —    | —    | ―    | —     | —     | ―    |

—: no participa

Ab.: abandono

## Equipos
- Cofidis (2011-2015)
  - Cofidis, le Crédit en Ligne (2011-2012)
  - Cofidis, Solutions Crédits (2013-2015)
- Direct Énergie/Total (2016-2021)
  - Direct Énergie (2016-04.2019)
  - Team Total Direct Énergie (04.2019-06.2021)
  - Team TotalEnergies (06.2021-12.2021)
- Intermarché-Wanty (2022-)
  - Intermarché-Wanty-Gobert Matériaux (2022)
  - Intermarché-Circus-Wanty (2023)
  - Intermarché-Wanty (2024-)